# Leucania laniata
Leucania laniata là một loài bướm đêm trong họ Noctuidae.